# Impatiens vilersi
Impatiens vilersi är en balsaminväxtart som beskrevs av Julien Noël Costantin och Poisson. Impatiens vilersi ingår i släktet balsaminer, och familjen balsaminväxter. Inga underarter finns listade i Catalogue of Life.